# Sông Pyasina
Sông Pyasina (tiếng Nga: Пясина река) là một con sông chảy trong vùng Krasnoyarsk của Liên bang Nga.

## Mô tả
Con sông này bắt nguồn từ hồ Pyasino ở phía tây bắc cao nguyên Putorana trên độ cao 28 m. Tổng chiều dài khoảng 818 km, trong vùng hạ lưu xẻ qua dãy núi Byrranga. Nó đổ vào vịnh Pyasinsky của biển Kara, tạo thành nơi cửa sông một vùng châu thổ cửa sông. Diện tích lưu vực khoảng 182.000 km². Trong lưu vực con sông này có trên 60.000 hồ lớn nhỏ, chiếm diện tích tổng cộng khoảng 10.450 km². Lưu lượng nước trung bình tại đầu nguồn là khoảng 560 m³/s còn lưu lượng nước trung bình tại hạ lưu là khoảng 2.600 m³/s. Nguồn nước nuôi chủ yếu là tuyết (60 %). Trong mùa khô, ảnh hưởng của thủy triều có thể đạt tới cửa sông Tareya (309 km từ cửa sông). Nhiều nước trong giai đoạn từ tháng 6 tới tháng 10. Bị đóng băng từ cuối tháng 9, đầu tháng 10. Băng và tuyết tan vào khoảng tháng 6.
Trong khoảng 144 km đầu tiên nó chảy theo hướng đông bắc qua vùng đồi nguồn gốc băng tích,  trong một thung lũng hẹp, tới nơi hợp lưu với sông Dudypta. Phía dưới chảy qua vùng hạ du Bắc Siberi, tạo thành một loạt các khúc uốn cong với lòng sông có chỗ mở rộng tới trên 1 km. Gần cửa các sông Yangoda và Mokoritto, lòng sông mở ra thành các sông nhánh. Tại cửa sông Tareya, khoảng vĩ tuyến 73° vĩ bắc, phía nam dãy núi Byrranga, sông Pyasina ngoặt về hướng tây. Phía dưới nơi hợp lưu với sông Pura thì sông Pyasina xẻ ngang qua chân các ngọn đồi cao tới 200 m ở phía tây của dãy núi Byrranga, chảy theo hướng bắc và cuối cùng đổ vào vịnh Pyasinsky của biển Kara. Theo vùng hạ du ven biển nó chảy trong một thung lũng thấp. Tại khu vực cửa sông tạo thành một vùng châu thổ, tách ra thành các sông nhánh với các bãi cát bồi, dòng chảy của nhánh chính rộng tới trên 3 km và sâu tới 10 m.
Sông này phục vụ cho giao thông đường thủy trên toàn bộ hành trình của nó vào mùa hè. Nghề đánh bắt cá cũng phát triển.

## Các chi lưu chính
- Hữu ngạn: Chernaya (Iken); Dudypta; Yangoda; Tareya; Binyuda
- Tả ngạn — Agapa; Mokoritto; Pura

## Lịch sử khai khẩn
Các thủy thủ Nga tới cửa sông Pyasina năm 1607. Các di dân Pomor của phương bắc, theo đường biển trên các thuyền buồm gọi là koch từ phía tây sang phía đông, cũng từng tới cửa sông này.
Năm 1610, đoàn thám hiểm Mangazeya của Kurakin trên các koch từ Turukhansk đã tới cửa sông Pyasina. Năm 1614 tầng lớp dân phục vụ đã áp đặt cống vật lên người Samoyad ở vùng Pyasina.
Theo thời gian, đường biển tới Pyasina đã bị lãng quên. Chẳng hạn trên bản đồ Ryutts, lấy theo bản vẽ của nhà Godunov năm 1667, chỉ ra rằng Pyasina đổ vào sông Enisei mà không phải đổ vào biển Kara.
Những vùng bờ đầu tiên của vịnh Pyasinsky trên biển Kara được Sterlegov mô tả năm 1740 và được hoa tiêu Semyon Ivanovich Chelyuskin miêu tả năm 1741. Năm 1893, Fridtjof Nansen trên tàu "Fram" đã mô tả vịnh Pyasinsky. Năm 1915 Nikifor Alekseyevich Begichev dẫn đầu đội xe trượt tuyết đến hỗ trợ cứu giúp Boris Andreyevich Vilkitsky và nhà thám hiểm Na Uy là Otto Neumann Sverdrup theo đường mùa đông trên các con tuần lộc đã vài lần vượt qua Pyasina.
Năm 1935, trước khi đường sắt Dudinka-Norilsk được xây dựng, sông Pyasina và hồ Pyasino từng được sử dụng để giao hàn tới khu vực ngày nay là thành phố Norilsk